# Capricho italiano

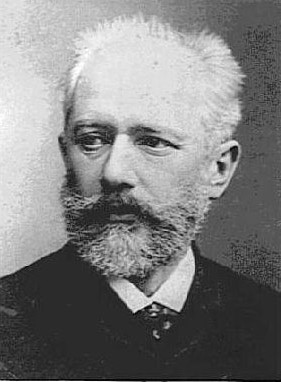
Piotr Ilitch Tchaikovski, por volta de 1875.

O Capricho Italiano, (no original, Capriccio Italien), op. 45, é uma fantasia para orquestra composta por Piotr Ilitch Tchaikovski entre janeiro e maio de 1880. Uma performance típica da peça dura cerca de 15 minutos.

## Contexto
O Capriccio foi inspirado por uma viagem de Tchaikovski a Roma, com seu irmão Modest, na sequência do desastroso casamento do compositor com Antonina Miliukova. Foi em Roma que, famosamente, o observador Tchaikovski chamou Rafael de "Mozart da pintura".
Já completei os esboços de uma fantasia italiana fundada em melodias folclóricas, para a qual acredito que pode ser prevista uma boa fortuna. Será eficaz, graças às melodias deliciosas que consegui reunir, em parte de antologias e em parte dos meus ouvidos nas ruas. 
Segundo o maestro JoAnn Falletta, trata-se de "visões de estrangeiros sobre a Itália". Para ele, o Capriccio Italien tem grande poder, e nele Tchaikovski explora o virtuosismo dos instrumentos e "os leva ao limite da maneira mais emocionante".
A peça, inicialmente chamada de Fantasia italiana depois das peças espanholas de Mikhail Glinka, foi originalmente dedicada ao violoncelista virtuoso Karl Davidov, e estreou em Moscou em 18 de dezembro de 1880, com Nikolai Rubinstein dirigindo a Sociedade Musical Imperial Russa.

## Estrutura
O Capriccio foi composto para três flautas (terceira duplicação em flautim), dois oboés, uma trompa inglesa, dois clarinetes em A, dois fagotes, quatro trompas em F, duas cornetas em A, dois trompetes em E, três trombones (dois tenores, 1 baixo), uma tuba, três tímpanos, um triângulo, um pandeiro, um conjunto de címbalos, um bumbo, um glockenspiel, uma harpa e instrumentos de cordas.
Depois de um breve toque de clarim, inspirado por uma corneta que Tchaikovski ouviu diariamente em seus quartos no Hotel Constanzi, ao lado do quartel dos Cuirasseurs Reais da Itália, uma melodia heróica, estóica e séria é tocada com cordas. Eventualmente, isso dá lugar à música soando como se pudesse ser tocada por uma banda de rua italiana, começando por instrumentos de sopro e terminando com toda a orquestra. Em seguida, uma marcha animada se sucede, seguido por uma tarantella animada, uma Cicuzza.
Os irmãos Tchaikovski permaneceram na Itália durante o Carnaval e, apesar de chama-lo de "uma loucura", o compositor conseguiu absorver a música de rua italiana e canções folclóricas que ele incorporou em seu Capriccio. Isso possibilitou-lhe escrever algumas "cores primárias brilhantes e uma sintonia descomplicada".